# Pałac Dębowy w Karpnikach

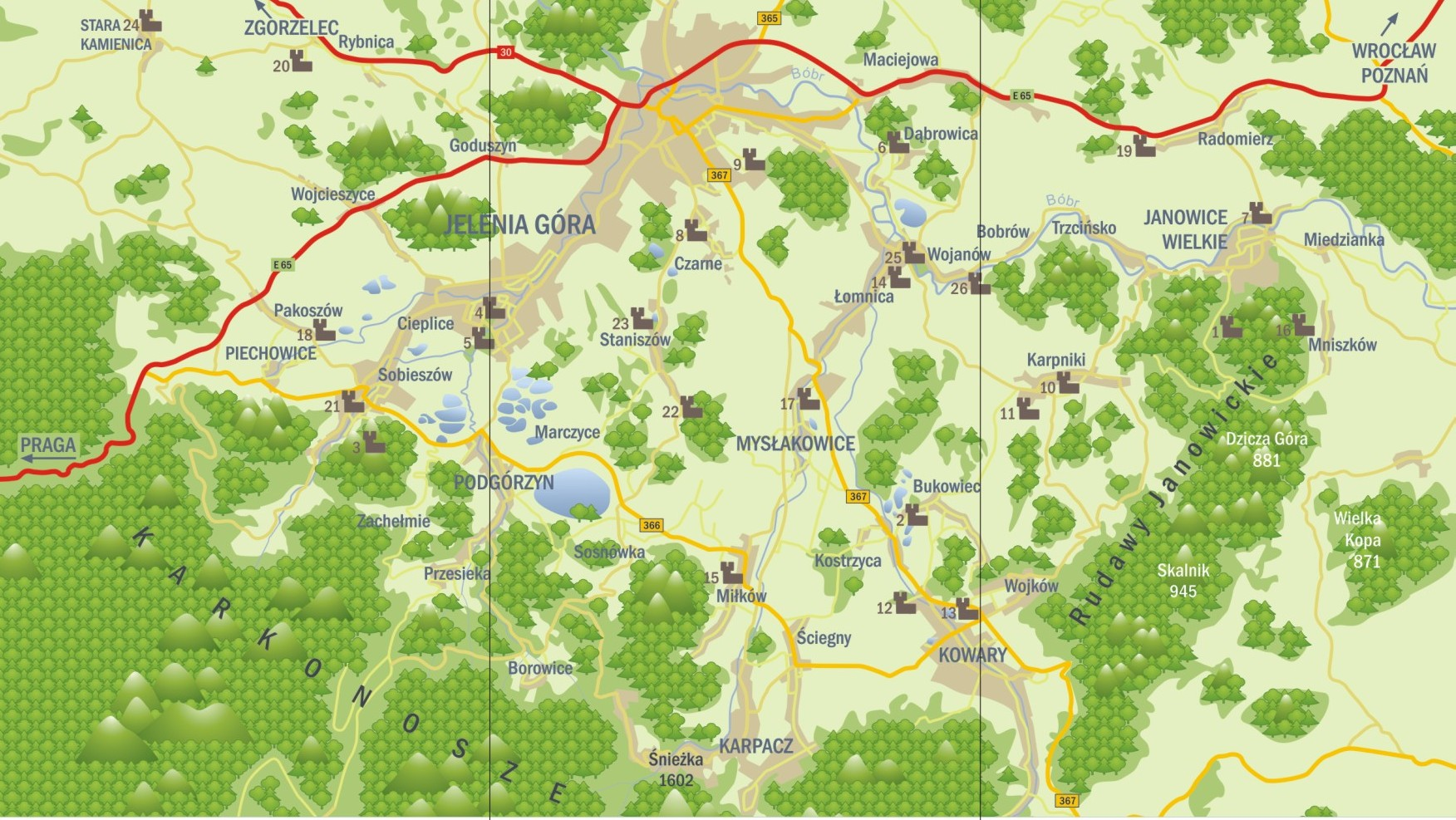
Dolina Pałaców i Ogrodów - mapa

Pałac Dębowy w Karpnikach – zabytkowy pałac położony jest poza granicami wsi Karpniki, u podnóża Gór Sokolich.

## Historia
Rezydencję zbudowano w roku 1875 na zlecenie marszałka dworu księstwa Hesji, barona Urlicha de Tanneux von Saint Paul-Illaire. Ziemię pod budowę marszałek otrzymał od księcia i admirała pruskiego Adalberta. Projekt pałacu przypisywany jest spółce architektonicznej z Berlina Hermanna Ende i Wilhelma Böckmanna. Pałac otoczony był parkiem, zaprojektowanym przez Saint-Paula. 
Obiekt po II wojnie światowej nie został znacjonalizowany i pozostaje w rękach prywatnych. W czasach PRL pełnił okresowo funkcję zakładowych ośrodków kolonijnych na zasadzie dzierżawy. Obecny właściciel nie udostępnia pałacu do zwiedzania, nie ma też możliwości dostrzeżenia bryły pałacu spoza ogrodzenia.

## Opis obiektu
Obiekt jest budowlą 3-kondygnacyjną. Murowany z cegły, nakryty  spadzistymi dachami. Elewacja południowa wzbogacona o prostokątna wieżę oraz ryzalit z wykuszem. Obiektowi nadano formę eklektyczną. Cenne i zachowane do dziś są elementy wnętrza takie jak:  malowane witraże w oknach, kominki, stropy kasetonowe o wyprofilowanych belkach, w holu malarstwo ścienne.